# Binaurale Technologie
Der Begriff binaurale Technologie (auch binaurale Technik) bezeichnet einen Bereich der Psychoakustik bzw. der Hörgerätetechnik.

## Hintergrund und Beschreibung
Die Hörgerätetechnologie entwickelt sich gegenwärtig in einem rasanten Tempo weiter. Moderne Hörsysteme gleichen einem Mikrocomputer, der die auf das Außenohr treffenden Schallwellen in verschiedene Frequenzbereiche zerlegt, diese analysiert und zu einem neuen digitalen Klangbild wieder zusammenfügt. Dadurch kann die Signalaufnahme individuell auf das Hörempfinden abgestimmt werden. Die Verstärkung der akustischen Signale erfolgt in getrennten Frequenzbereichen. Der Fortschritt in der Hörgerätetechnologie lässt sich auf einen Nenner bringen: binaurale Technologie. Binaurale Hörsysteme tauschen per Funk große Datenmengen zwischen rechtem und linken Ohr aus, berechnen diese neu und passen sie genau an jede akustische Situation an. Sie stellen einen echten Fortschritt dar, weil sie einen authentischen Raumklang erzeugen. Zudem verbessern sie das Sprachverstehen auch in lauten Situationen – früher die „Achillesferse“ von Hörgeräten – nachhaltig.

## Binaurale Funktionen
Im Kern unterscheidet man zwischen folgenden drei binauralen Funktionen:
1. Die binaurale Koordination: Sie macht es möglich, die Hörsysteme über eine „eingebaute Fernbedienung“ zu steuern. Dabei interagieren die Hörsysteme des rechten und linken Ohres miteinander. Ein Beispiel: Wird an einem Gerät einseitig die Lautstärke verändert, übernimmt das andere Gerät diese Einstellung automatisch. Auch die Bedienung der verschiedenen Hörprogramme erfolgt auf diese Weise: beide Hörsysteme können gleichzeitig umgeschaltet werden – durch Bedienung nur eines Gerätes. Die binaurale Koordination erleichtert die Bedienung der Hörsysteme.
2. Die binaurale Synchronisation: Umfasst die Fähigkeit, verschiedene Automatikfunktionen, wie zum Beispiel eine Lärmunterdrückung, in zwei Geräten gleichzeitig zu aktivieren. Dadurch wird sichergestellt, dass rechtes und linkes Hörgerät sich untereinander abstimmen und einheitlich reagieren. Die binaurale Synchronisation schafft einen harmonischeren und komfortableren Höreindruck.
3. Binaurale Signalverarbeitung:Diese Funktion lässt rechtes und linkes Gerät gemeinsam und gleichzeitig die Umgebungsgeräusche verarbeiten. Dadurch können die für das Richtungshören so wichtigen Informationen, die durch den Kopfabschattungseffekt am rechten und linken Ohr unterschiedlich sind, so verarbeitet werden, dass Richtungen erkannt werden. Zugleich macht die binaurale Signalverarbeitung es möglich, selektiv zu hören. Der Nutzer wird so in die Lage versetzt, sich in lauter Umgebung auf einzelne Geräusche, zum Beispiel eine Stimme, zu konzentrieren. Die binaurale Signalverarbeitung ermöglicht ein besseres Richtungshören und eine genauere akustische Orientierung. Sie verbessert das Sprachverstehen im Lärm wesentlich.